# Ошлјани
Ошлјани или Ошљани (грч. Αγία Φωτεινή, Агија Фотини) је насељено место у општини Воден у периферији Средишња Македонија, Грчка. Према попису из 2021. године био је 241 становник.
Према бугарском географу и историчару, Василу Канчову, у Ошлјану је 1900. године живело 50 Словена хришћана. Македонски историчар Тодор Симовски, 1998. године наводи да су Ошлјани словенско насеље.